# عملیات خشم خدا

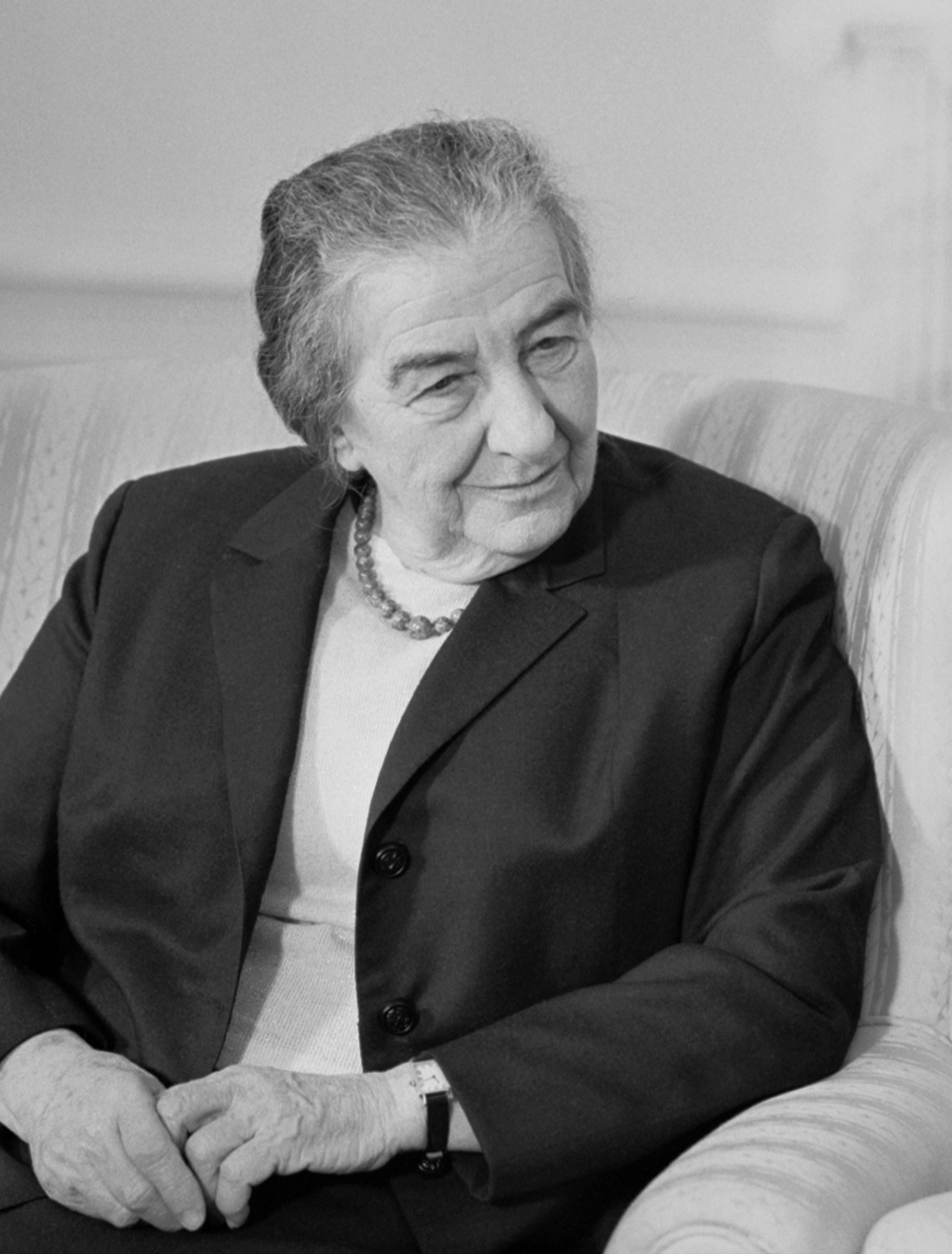
گلدا مئیر ، نخست وزیر وقت اسرائیل

عملیات خشم خدا (در عبری: מבצע זעם האל) نام عملیاتی سِری و مخفیانه بود که در پی کشتار ورزشکاران اسرائیلی در جریان بازی‌های المپیک تابستانی ۱۹۷۲ مونیخ بدست گروه تروریستی سپتامبر سیاه وابسته به سازمان آزادی‌بخش فلسطین انجام شد. این عملیات در جهت انتقام از دست‌اندرکاران و برنامه‌ریزان واقعه تروریستی المپیک مونیخ، توسط سازمان اطلاعات و وظایف ویژه (موساد) سازماندهی و اجرا شد. دو روز پس از کشتار مونیخ در بازیهای المپیک تابستانی ۱۹۷۲، اسرائیل با بمباران ده پایگاه سازمان آزادیبخش فلسطین در سوریه و لبنان تلافی کرد. نخست‌وزیر گلدا مئیر کمیته X را ایجاد کرد، گروه کوچکی از مقامات دولتی که وظیفه تدوین پاسخ اسرائیل را دارند، با خود و وزیر دفاع موشه دایان در راس آن قرار داشت. وی همچنین ژنرال آهارون یاریو را به عنوان مشاور خود در زمینه مبارزه با تروریسم منصوب کرد. وی، به همراه مدیر موساد، زوی ضمیر، نقش اصلی را در هدایت عملیات بعدی بر عهده گرفتند. این کمیته به این نتیجه رسید که برای جلوگیری از حوادث خشونت‌آمیز آینده علیه اسرائیل، آنها نیاز به از بین بردن کسانی که از قتل‌عام مونیخ حمایت یا آن را سازماندهی کرده‌اند دارند، تحت فشار افکار عمومی اسرائیل و مقامات ارشد اطلاعاتی، مایر فرمان آغاز کار گسترده ترور را داد.[۳] با این حال هنگامی که سه عامل بازمانده از این قتل‌عام تنها چند ماه بعد توسط آلمان غربی و مطابق با خواسته‌های هواپیماربایان هواپیمای لوفت هانزا پرواز ۶۱۵ آزاد شدند، هر دو حالت باقی مانده که احساس می‌کرد برطرف شده است. [۴] اولین وظیفه کمیته برای اطلاعات اسرائیل تهیه لیست ترور همه افرادی بود که در گروگانگیری مونیخ دست داشتند. این امر با کمک عوامل PLO که برای موساد کار می‌کردند و اطلاعات ارائه شده توسط آژانس‌های اطلاعاتی اروپا محقق شد. [۵] در حالی که محتوای کل لیست ناشناخته است، گزارش‌ها تعداد نهایی اهداف را ۲۰ تا ۳۵ نشان می‌دهد، ترکیبی از عناصر سپتامبر سیاه و PLO. [nb 1] پس از اتمام این امر، موساد به مکان‌یابی افراد و کشتن آنها مصمم شد. به گفته دیوید کیمچه، معاون سابق رئیس موساد، "هدف انتقام زیاد نبود بلکه عمدتا ترساندن آنها تروریست‌های فلسطینی بود. ما می‌خواستیم آنها را از روی شانه‌های خود نگاه کنیم و احساس کنیم که بر آنها هستیم. و بنابراین ما سعی کردیم فقط با تیراندازی به یک پسر در خیابان کارها را انجام ندهیم - این آسان است … انصافاً ". [۷] همچنین مشخص شده است که مایکل هاراری، عامل موساد، ایجاد و هدایت تیم‌ها را بر عهده داشته است [۸]، اگرچه برخی ممکن است همیشه تحت مسئولیت دولت نبوده‌اند. نویسنده سیمون ریو توضیح می‌دهد که تیم موساد - که نام گروهان آنها حروف الفبای عبری است - متشکل از: "شرط"، دو نگهبان که بر الف‌ها سایه می‌اندازند. "هت"، دو عاملی که با اجاره اتاق‌های هتل، آپارتمان‌ها، ماشین‌ها و غیره برای بقیه اعضای تیم پوششی ایجاد می‌کنند. "آیین"، متشکل از شش تا هشت مأمور که ستون فقرات عملیات را تشکیل می‌دهند، اهداف را سایه می‌اندازند و یک راه فرار برای تیم‌های آلف و بت ایجاد می‌کنند. و "Qoph"، دو مأمور متخصص در ارتباطات. [۹] این شبیه توصیف کاتسای موساد سابق ویکتور استروسکی از تیمهای ترور خود موساد، کیدون است. در واقع، استروسکی در کتاب خود می‌گوید این واحدهای کیدون بودند که ترورها را انجام دادند. [۱۰] این مورد توسط نویسنده گوردون توماس پشتیبانی می‌شود که به گزارش‌های ارائه شده توسط هشت کیدون و ۸۰ عضو تیم پشتیبان که در ترورها مشارکت داشتند، دسترسی پیدا کرد. [۱۱]